# ألكسيس فاسكيز
ألكسيس فاسكيز (بالإسبانية: Alexis Vázquez)‏ هو لاعب كرة قدم أرجنتيني، ولد في 23 سبتمبر 1996 في بوينس آيرس في الأرجنتين. لعب مع نويفا شيكاجو.

## وصلات خارجية
- ألكسيس فاسكيز على موقع قاعدة بيانات كرة القدم.إي يو (الإنجليزية)
- ألكسيس فاسكيز على موقع Soccerway.com (الإنجليزية)